# Anoplosyllis
Anoplosyllis – rodzaj wieloszczetów z rzędu Phyllodocida, rodziny Syllidae i podrodziny Anoplosyllinae. Obejmuje dwa opisane gatunki.

## Morfologia
Wieloszczety o ciele walcowatym, smukłym, długości poniżej 5 mm, zbudowanym z maksymalnie 30 segmentów szczecinkonośnych (chetigerów). Prostomium jest podobnej szerokości co inne segmenty przedniej części ciała. Zarys ma prostokątny. Narządami wzroku są cztery zaopatrzone w soczewki oczy, a ponadto para plamek ocznych na przedzie prostomium. Poza tym prostomium zaopatrzone jest w pięć przydatków. Głaszczki są małe, zrośnięte podstawami, pozbawione bruzdy środkowej. Czułki boczne i pojedynczy czułek środkowy są dłuższe niż płaty parapodialne, gładkie, maczugowate, zwężone u nasady. Narządy nuchalne wykształcone są w postaci dwóch gęsto orzęsionych rowków umieszczonych grzbietowo-bocznie między prostomium a perystomem. Perystom zaopatrzony jest w dwie pary gładkich wąsów przyustnych (cirrusów okołogębowych), również gładkich, maczugowatych i dłuższych od płatów parapodialnych. Mogąca się wywracać na zewnątrz gardziel (ryjek) jest prosta, stosunkowo krótka, pozbawiona uzbrojenia i walw wewnętrznych. Duży przedżołądek jest dłuższy od gardzieli i niemal tak szeroki jak ciało. Grzbietowa strona ciała pozbawiona jest brodawek (papilli). Parapodia są jednogałęziste, każde zaopatrzone w cirrus (wąs) grzbietowy i brzuszny. Wszystkie cirrusy grzbietowe są gładkie, mniej lub bardziej maczugowate i dłuższe od płatów parapodialnych. Acikule są niezmodyfikowane; brak jest acikul powiększonych o główkowatych wierzchołkach. Heterogomficzne szczecinki złożone parapodiów mają długie i wąskie, jednozębne lub niewyraźnie dwuzębne blaszki. Oprócz nich obecne są na niektórych parapodiach grzbietowe i brzuszne szczecinki proste. Pygidium zaopatrzone jest w wąsy odbytowe (cirrusy analne) pozbawione cirroforów.

## Rozprzestrzenienie
Gatunek typowy występuje w Morzu Śródziemnym, Morzu Irlandzkim, kanale La Manche i u wybrzeży Makaronezji. Z kolei A. sexoculata spotykany był u wybrzeży południowego Chile, Namibii i południowej Australii.

## Taksonomia
Rodzaj i jego gatunek typowy opisane zostały w 1868 roku przez René-Édouarda Claparède’a w publikacji poświęconej wieloszczetom Zatoki Neapolitańskiej. Początkowo rodzaj był monotypowy. W 1875 roku Antoine-Fortuné Marion i N. Bobretzky umieścili w tym rodzaju A. fulva, jednak został on później przeniesiony do rodzaju Syllides. W 1923 roku Pierre Louis André Fauvel zsynonimizował Anoplosyllis z rodzajem Syllides. W 2003 roku Guillermo San Martín dokonał przywrócenia rodzaju jako monotypowego. W 2006 roku San Martín i Pat Hutchings przenieśli do tego rodzaju drugi gatunek, opisany pierwotnie przez Gesę Hartmann-Schröder w rodzaju Syllides. Współcześnie zalicza się więc do tego rodzaju dwa opisane gatunki:
- Anoplosyllis edentula Claparède, 1868
- Anoplosyllis sexoculata (Hartmann-Schröder, 1962)

Jeszcze na początku XX wieku rodzaj ten klasyfikowany był w podrodzinie Eusyllinae. W 2009 roku na podstawie wyników analizy filogenetycznej Maria Teresa Agaudo i Guillermo San Martín utworzyli nową podrodzinę, Anoplosyllinae, której został rodzajem typowym.